# Armadillidium opacum
Armadillidium opacum är en kräftdjursart som först beskrevs av Koch 1844.  Armadillidium opacum ingår i släktet Armadillidium och familjen klotgråsuggor. Enligt den svenska rödlistan är arten nära hotad i Sverige. Arten förekommer i Götaland, Gotland, Öland, Svealand och Nedre Norrland. Artens livsmiljö är skogslandskap, jordbrukslandskap, våtmarker. Inga underarter finns listade i Catalogue of Life.